# Niewidzialna ręka (program telewizyjny)
Niewidzialna ręka – program telewizyjny autorstwa Macieja Zimińskiego, emitowany w Telewizji Polskiej od lat 60. do początku 80. XX wieku w ramach Ekranu z bratkiem oraz Teleranka.

## Formuła i charakter programu
Formuła programu, skierowanego głównie do harcerzy, zakładała wyrobienie w młodych ludziach postaw prospołecznych, kierując ich energię na pomaganie potrzebującym. Aby wciągnąć młodych ludzi do wykonywania zadań nieprzynoszących im żadnego zysku (altruizm), stworzono atmosferę przypominającą zadania wywiadowcze. Nie było widać twarzy prowadzącego, tylko jego sylwetkę, także sposób prowadzenia odbywał się w specyficzny, tajemniczy sposób (powitanie, pożegnanie – „Niewidzialna ręka to także ty”). Młodzież miała wykonywać zadania polegające na bezinteresownym pomaganiu innym, zwłaszcza osobom starszym i chorym, w ten sposób, aby nie dać się zobaczyć, na miejscu pozostawiając tylko znak odbitej dłoni. Satysfakcję miało sprawiać samo poczucie wykonania potrzebnej pracy. Z przebiegu zadań uczestnicy pisali raporty, które wybiórczo prezentowane były podczas programu. Uczestnictwo w akcji mogło być zarówno indywidualne, jak i grupowe. Udział w akcji był sformalizowany, uczestnicy mieli karty rejestracyjne i składali meldunki do centrali.

## Historia i zasięg
Jak sugeruje autor książki Niewidzialna ręka Maciej Wasielewski, który był studentem pomysłodawcy i autora programu, Macieja Zimińskiego, jego pomysł przyszedł twórcy jeszcze podczas wojny. Po raz pierwszy Niewidzialna ręka pojawiła się w roku 1957 na łamach czasopisma harcerskiego „Świat Młodych”, a następnie została przeniesiona do telewizji, na początku była emitowana w programie młodzieżowym Ekran z bratkiem, a później w Teleranku. 
Program zyskał duży odzew wśród nastolatków, według szacunków latach 1966–1981 zarejestrowano około dwóch milionów niewidzialnych, a liczbę dobrych uczynków szacuje się na od 8 do 10 milionów. Program został zdjęty z anteny na początku stanu wojennego.

## Niewidzialna ręka w kulturze
- Bohaterzy serialu Rodzina Leśniewskich w pierwszym odcinku biorą udział w akcji Niewidzialna Ręka[1].
- W roku 2019 dziennikarz Maciej Wasielewski wydał książkę Niewidzialna ręka, opisującą historię i fenomen ruchu[1].